# Jan Reek Graniet
Jan Reek Graniet is een leverancier en handelaar van natuursteen producten. Het bedrijf is opgericht op 17 maart 1893 in  de Nederlandse plaats Zaandam, Noord-Holland. Het bedrijf  is sinds 1967 gevestigd in Hoorn. Sinds 1999 mag Jan Reek het predicaat Hofleverancier voeren. 

## Geschiedenis
Het bedrijf begon naar aanleiding van de fabricage van een gedenkteken voor een zusje van de oprichter. Reek ging na het overlijden op reis door Europa en kocht na terugkomst een reeds bestaand bedrijf in Hoorn op. In de 20e eeuw was het bedrijf een groothandel. Sinds de jaren 90 van de 20e eeuw levert het bedrijf ook aan particulieren. In 1999 verleende koningin Beatrix het bedrijf het predicaat van Hofleverancier. 
In 2009 is het bedrijf van de toenmalige eigenaar door Vreeker Begraafplaatsservice – Bestrating en Groen overgenomen. De eigenaar van Jan Reek heeft hier toen zelf om gevraagd, Reek had geen geïnteresseerde opvolger binnen de familie en de familie Vreeker heeft meerdere familieleden die binnen het bedrijf werken.

## Bekende bouwwerken
- Restauratie van de Waag in Hoorn.
- Sokkel van het beeld van Peter de Grote in Zaandam
- Bouw en restauratie van de Wilhelminasluizen in Zaandam.
- Bank rondom het beeld van Joost van den Vondel in het Vondelpark. Het natuursteen is ongeveer 75 meter lang en de bank weegt ongeveer 85 ton.

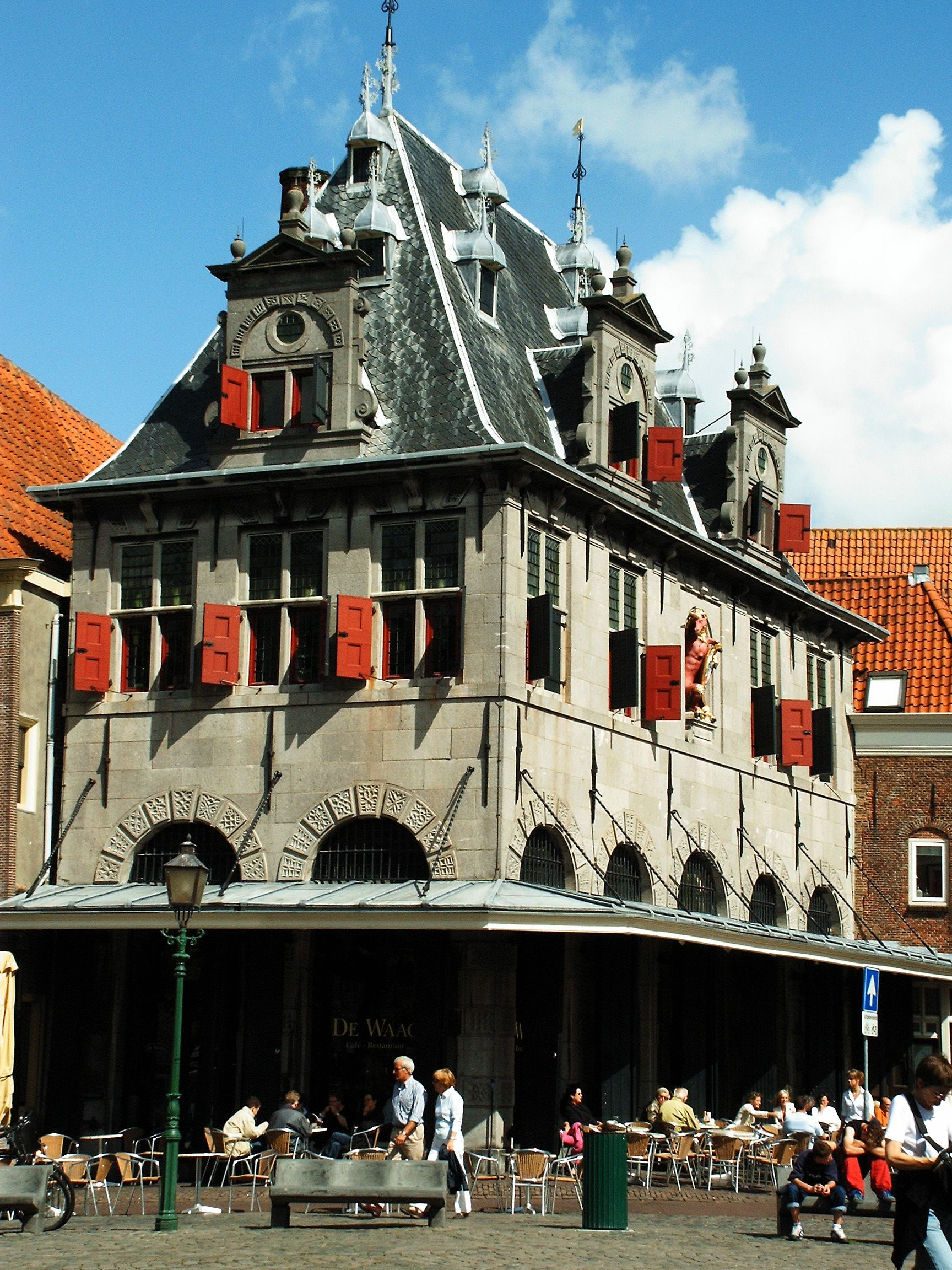
De Waag in Hoorn (Noord-Holland)
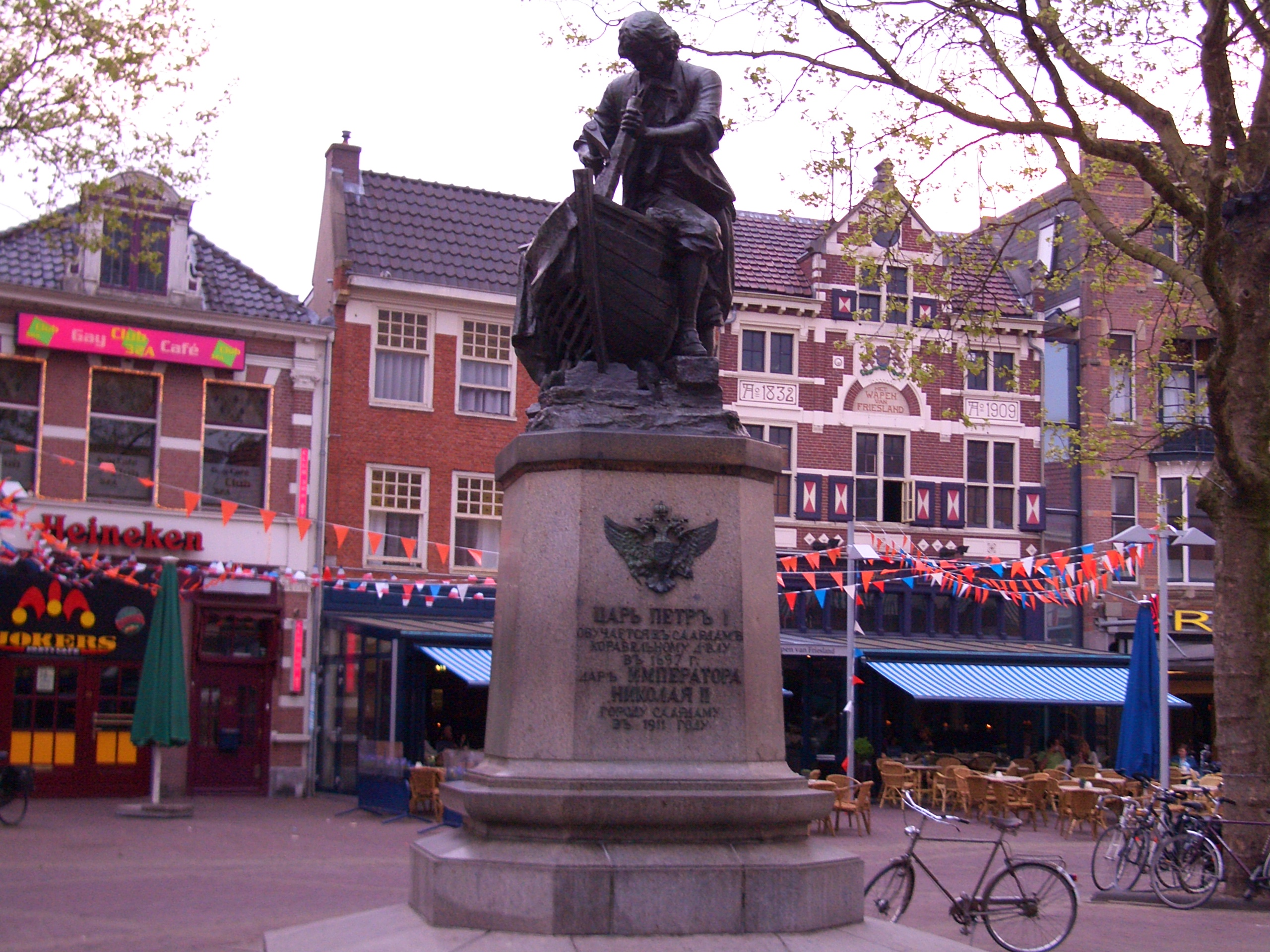
Het beeld in Zaandam
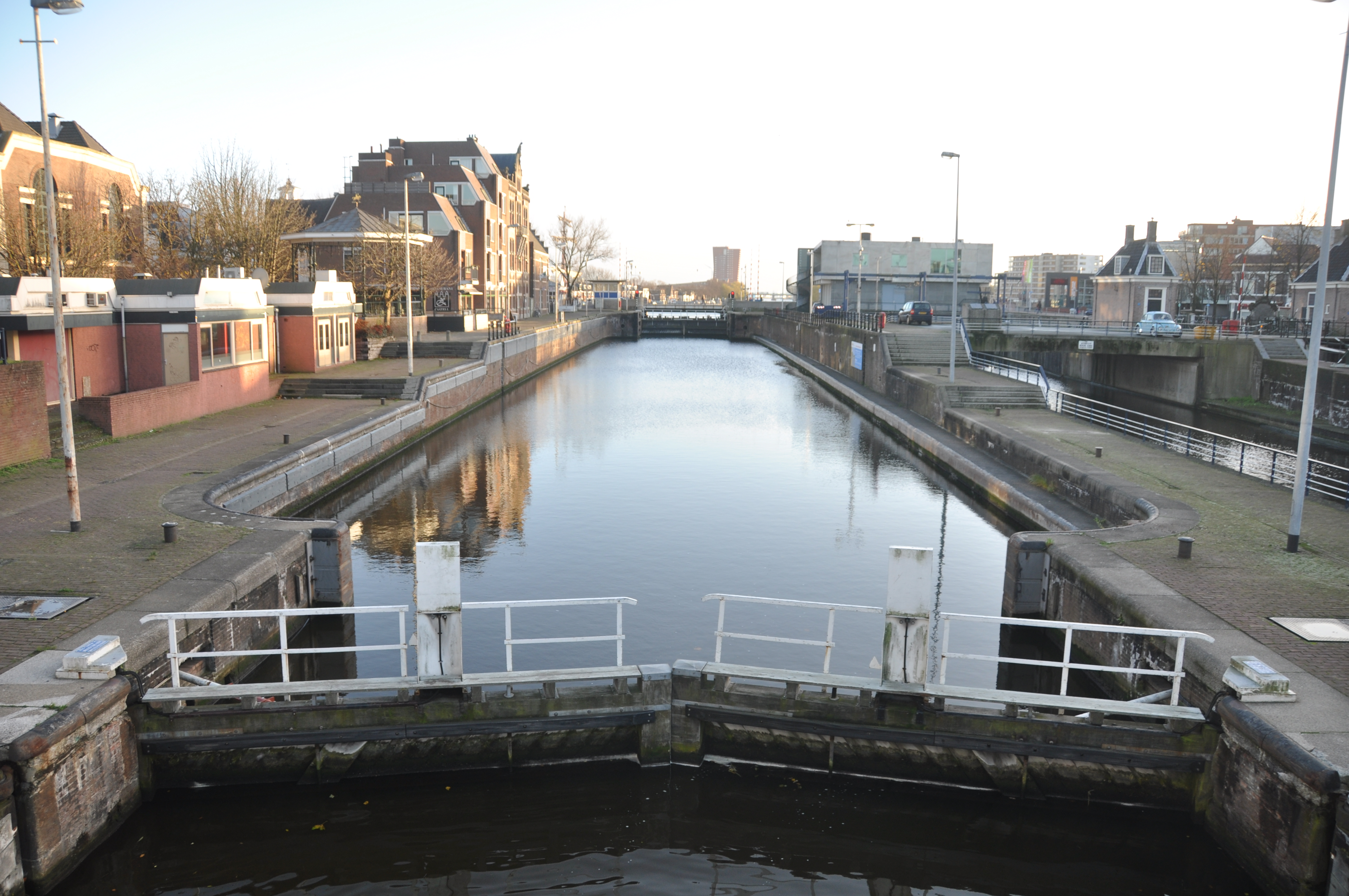
De Wilhelminasluizen in Zaandam